# Herb Krynicy-Zdroju
Herb Krynicy-Zdroju – jeden z symboli miasta Krynica-Zdrój i gminy Krynica-Zdrój w postaci herbu.

## Wygląd i symbolika
Herb przedstawia w polu błękitnym srebrny dzban, nad którym znajdują się trzy złote korony w układzie 2,1.
Dzban symbolizuje złoża wód mineralnych oraz tradycje picia wody mineralnej w tutejszej pijalni. Kolor niebieski i trzy złote korony to barwy biskupów krakowskich, którzy byli posiadaczami państwa muszyńskiego od średniowiecza do 1781.

## Historia

wersja herbu z 1990 roku

Dzban był godłem Krynicy już w XIX wieku. Przed II wojną światową próbowano wprowadzić herb przedstawiający trzy panny w strojach góralskich i puchar opleciony wężem. Później obowiązywał czerwony dzban w srebrnym polu. Herb z białym dzbanem z tryskającym z niego źródłem i bąbelkami na błękitnym tle wprowadzony był uchwałą Rady Gminy Uzdrowiskowej z 19 czerwca 1990. Herb ten nie był zgodny z zasadami heraldyki. Dwa nowe podobne projekty stworzone przez heraldyków zostały poddane konsultacjom społecznym, spośród których została wybrana wersja autorstwa Centrum Heraldyki Polskiej z Warszawy, aprobowany przez Komisję Heraldyczną przy MSWiA i przyjęty przez Radę Miejską Krynicy-Zdroju 17 października 2003.

## Literatura
- I. Pawlik „Naczynie sporu”, Gazeta Krakowska z 21.02.2003.
- „Dzbanek z koronami”, Dziennik Polski z 18.10.2003.
- M. Gumowski, „Herby miast polskich”, Warszawa 1960.
- A. Plewako, J. Wanag; „Herbarz miast polskich”; Warszawa 1994.